# ドラバラPLUS
ドラバラPLUS（- ぷらす）は、日本テレビで、2007年10月5日から2008年3月28日まで毎週金曜日の16:00（JST）から25もしくは30分間放送していた番宣番組である。なお、祝日・年末年始および『それいけ!アンパンマン クリスマススペシャル』放送日は休止される。2008年4月4日から『ドラバラPUSH』としてリニューアルし、時間も14時55分 - 15時50分の枠に実質移動となる。

## 概要
2007年10月1日より『ザ・ワイド』の後を受けて開始された再放送枠『ドラバラZONE』であるが、その兄弟番組的存在になるものの、上記の通りテレビドラマやバラエティ番組などの番組宣伝が中心となる。なお、『ドラバラZONE』については、放送開始から2007年12月28日までテレビ信州（TSB）も唯一同時ネットしていたが、同局ではこの枠に『情報ワイド ゆうがたGet!』を放送しているため、この番組は放送されなかった。
因みに、日本テレビの公式ホームページでは“ドラバラ”と明記されており、姉妹番組の『ドラバラZONE』と同じ括りという扱いとなっている。
2007年11月23日は、『日本作曲家協会50周年記念特別番組 熱唱!歌謡曲の祭典』（13:55 - 16:25）を放送したため休止した。
なお、当番組以前にも日本テレビでは番組宣伝のための番組を放送していた。